# Frank Comstock
Frank Comstock est un compositeur américain né le 20 septembre 1922 à San Diego (Californie) et mort le 21 mai 2013 à Huntington Beach.

## Filmographie
- 1955 : Magoo Express
- 1956 : Magoo Goes West
- 1956 : Trailblazer Magoo
- 1959 : The D.A.'s Man (série télévisée)
- 1959 : Rocky and His Friends (série télévisée)
- 1961 : The Last Time I Saw Archie
- 1962 : McKeever & the Colonel (série télévisée)
- 1962 : Ensign O'Toole (série télévisée)
- 1962 : Sur le pont la marine ("McHale's Navy") (série télévisée)
- 1964 : L'Île aux naufragés ("Gilligan's Island") (série télévisée)
- 1968 : Auto-patrouille (Adam-12) (série télévisée)
- 1969 : D.A.: Murder One (TV)
- 1971 : D.A.: Conspiracy to Kill (TV)
- 1971 : The D.A. (série télévisée)
- 1973 : Barnaby Jones (série télévisée)
- 1973 : Escape (série télévisée)
- 1974 : Les Jours heureux ("Happy Days") (série télévisée)
- 1975 : La Nuit qui terrifia l'Amérique (The Night That Panicked America) (TV)